# ルイス・ゴセット・ジュニア
ルイス・ゴセット・ジュニア（Louis Gossett, Jr., 本名: Louis Cameron Gossett, Jr., 1936年5月27日 - 2024年3月29日）は、アメリカ合衆国の俳優。アフリカ系アメリカ人。

## 生い立ち
ニューヨーク・ブルックリン区のコニーアイランド生まれ。父はルイス・ゴセット・シニア、母はヘレン・レベッカ・レイ・ゴセット。少年時代にスポーツ外傷を負って他の選択肢がなかったがために演劇科へ進み、16歳のとき学校制作版『我が家の楽園』で舞台デビューを飾った。
1954年に地元ニューヨークのエイブラハム・リンカーン高校を卒業後、スポーツ奨学金でニューヨーク大学へ進学する。6フィート4インチ（約193センチ）の体を生かして大学バスケットボールのスタープレイヤーとなり、ニューヨーク・ニックスもゴセットの身体能力に注目した。大学卒業後にはニックスとプロ契約を結び、1958年のわずかなあいだチームに在籍したが、その後、本格的に演劇の道へ進むことを選んだ。

## キャリア
ニックスを去った後の1961年、シドニー・ポワチエ主演の『黒い一粒のプライド』に出演。以来、『ザ・ディープ』、『愛と青春の旅だち』、『ジョーズ3』、『アイアン・イーグル』シリーズ、『パニッシャー』など数多くの映画に出演しており、1982年の映画『愛と青春の旅だち』ではアカデミー助演男優賞をはじめ数々の賞に輝いた。また『アイアン・イーグル』シリーズは、これまでに計4作のシリーズ作品が制作されている。
テレビ番組では、ミニシリーズの先駆けでもある1977年の大ヒットドラマ『ルーツ』で初めて多くの視聴者から注目を集め、またエミー賞も受賞。さらに、アンワル・アッ＝サーダートの暗殺までの生涯を描いた1983年のミニシリーズドラマ『サダト アラブの闘士』でサダト役をつとめたほか、『愛と青春の旅だち』の撮影に参加する一方で、SFドラマ『超能力プリンス マシュー・スター』に出演するなどしている。
声のみの出演においては、SFドラマ『スターゲイト SG-1』のジャファの代表者ゲラクや、コンピュータゲーム『ハーフライフ2』のボーティガンツを担当するなど他メディアへの露出も多い。
また、ゴセットはブロードウェイの舞台にも立っている。『ア・レーズン・イン・ザ・サン』、『ゴールデン・ボーイ』（1964年）、『シカゴ』（2002年）といった作品に出演した。
2024年3月29日、カリフォルニア州サンタモニカのリハビリテーションセンターで死去。87歳没。

## 私生活

### 慈善活動
2007年、フロリダ州セントピーターズバーグで開催されたボーイズ・アンド・ガールズ・クラブ・オブ・サンコーストの式典に来賓として招かれ、基調講演を行った。ゴセット自身、ボーイズ・アンド・ガールズ・クラブ・オブ・アメリカの出身者であり、今も同団体の支援活動を続けている。

## 主な作品

### 映画
| 公開年 | 邦題 原題                                                                               | 役名                                 | 備考                                                                           |
| ------ | --------------------------------------------------------------------------------------- | ------------------------------------ | ------------------------------------------------------------------------------ |
| 1961   | レーズン・イン・ザ・サン A Raisin in the Sun                                            | ジョージ                             | 日本劇場未公開                                                                 |
| 1970   | 真夜中の青春 The Landlord                                                               | Copee                                |                                                                                |
| 1971   | 西部無法伝 Skin Game                                                                    | ジェイソン                           |                                                                                |
| 1973   | マシンガン・パニック The Laughing Policeman                                             | ジェームズ・ラリモア                 |                                                                                |
| 1976   | リインカーネーションの恐怖 J.D.'s Revenge                                               | イライジャ・ブリス                   | 日本劇場未公開                                                                 |
| 1977   | リトル・レディ Little Ladies of the Night                                               | ラス・ガーフィールド                 | テレビ映画                                                                     |
| 1977   | ザ・ディープ The Deep                                                                   | ヘンリー                             |                                                                                |
| 1977   | クワイヤボーイズ The Choirboys                                                          | カルヴィン                           |                                                                                |
| 1979   | 褐色のシェリフ Lawman Without a Gun                                                     | トム・ヘイワード                     | テレビ映画                                                                     |
| 1981   | 伝説の速球王/サッチェル・ペイジ物語 Don't Look Back: The Story of Leroy 'Satchel' Paige | サッチェル・ペイジ                   | テレビ映画                                                                     |
| 1982   | 愛と青春の旅だち An Officer and a Gentleman                                             | エミル・フォーリー軍曹               | アカデミー助演男優賞 受賞 ゴールデングローブ賞 助演男優賞 受賞                 |
| 1983   | ジョーズ3 Jaws 3-D                                                                      | カルヴィン・ボーチャード             |                                                                                |
| 1983   | サダト アラブの闘士 Sadat                                                               | アンワー・アル・サダト               | テレビ映画                                                                     |
| 1984   | マネーハンティングUSA/500万ドルを追いかけろ Finders Keepers                             | センチュリー                         | 日本劇場未公開                                                                 |
| 1984   | ガーディアン The Guardian                                                               | ジョン・マック                       | テレビ映画                                                                     |
| 1985   | 第5惑星 Enemy Mine                                                                      | ジェリバ                             |                                                                                |
| 1986   | アイアン・イーグル Iron Eagle                                                           | チャールズ・シンクレア（チャッピー） |                                                                                |
| 1986   | ファイアーウォーカー Firewalker                                                         | レオ・ポーター                       | 日本劇場未公開                                                                 |
| 1987   | ルイジアナの夜明け A Gathering of Old Men                                               | マシュー                             | テレビ映画                                                                     |
| 1987   | 暴力教室'88 The Principal                                                               | ジャック・フィリップス               |                                                                                |
| 1988   | メタル・ブルー Iron Eagle II                                                            | チャールズ・シンクレア（チャッピー） |                                                                                |
| 1989   | パニッシャー The Punisher                                                               | ジェイク                             |                                                                                |
| 1990   | レッド・テキサス El Diablo                                                              | ヴァン・リーク                       | テレビ映画                                                                     |
| 1991   | デスロック/戦略ガス兵器を追え! Cover-Up                                                 | ルー・ジャクソン                     |                                                                                |
| 1991   | 裸の女王 ジョセフィン・ベイカー・ストーリー The Josephine Baker Story                   | シドニー・ウィリアムズ               | テレビ映画 ゴールデングローブ賞 助演男優賞（ミニシリーズ/テレビ映画部門） 受賞 |
| 1991   | トイ・ソルジャー Toy Soldiers                                                           | ディーン・エドワード・パーカー       |                                                                                |
| 1991   | シカゴ捜査網 Keeper of the City                                                         | ジェームズ・デイル刑事               | テレビ映画                                                                     |
| 1992   | エイセス/大空の誓い Aces: Iron Eagle III                                                | チャールズ・シンクレア（チャッピー） |                                                                                |
| 1992   | ミッドナイト・スティング Diggstown                                                      | ハニー・ロイ・パルマー               |                                                                                |
| 1993   | モノリス Monolith                                                                       | マッカンドレス                       |                                                                                |
| 1994   | ハード・チェック Blue Chips                                                             | ドーキンス神父                       | クレジットなし                                                                 |
| 1994   | グッドマン・イン・アフリカ A Good Man in Africa                                         | サム・アデクンリ                     |                                                                                |
| 1994   | ウェストン家の奇蹟 Curse of the Starving Class                                          | エリス                               | 日本劇場未公開                                                                 |
| 1995   | アイアンイーグル4 Iron Eagle on the Attack                                              | チャールズ・シンクレア（チャッピー） | 日本劇場未公開                                                                 |
| 1995   | フラッシュ・ファイヤー Flashfire                                                        | ベン                                 | 日本劇場未公開                                                                 |
| 1996   | INSIDE Inside                                                                           | 質問する人                           | テレビ映画 兼製作総指揮                                                        |
| 1997   | 魔法の靴 父からの贈り物 In His Father's Shoes                                           | フランク・クロスビー / リチャード    | テレビ映画 兼製作総指揮                                                        |
| 1998   | ブラム・ストーカーズ/マミー Legend of the Mummy                                         | コーベック                           | 日本劇場未公開                                                                 |
| 1998   | Y2K                                                                                     | モーガン                             | 日本劇場未公開                                                                 |
| 1998   | 正義と真実 Strange Justice                                                              | ヴェーノン・ジョーダン               | テレビ映画                                                                     |
| 2000   | ダブルアクション The Inspectors 2: A Shred of Evidence                                  | フランク                             | テレビ映画 兼製作総指揮                                                        |
| 2000   | カラー・オブ・ラブ The Color of Love: Jacey's Story                                     | ルー・ヘイスティングス               | テレビ映画 兼製作総指揮                                                        |
| 2000   | バイオレンスロード The Highwayman                                                       | フィル・ビショップ                   | 日本劇場未公開                                                                 |
| 2003   | モメンタム Momentum                                                                     | レイモンド・アディソン               | テレビ映画                                                                     |
| 2005   | ソーラー・ストライク Solar Strike                                                       | ライアン・ゴードン                   | テレビ映画                                                                     |
| 2005   | ブルース・イン・ニューヨーク Lackawanna Blues                                           | テイラー                             | テレビ映画                                                                     |
| 2005   | 人間消失 ファイナル・ウォー Left Behind: World at War                                   | ジェラルド・フィッツヒュー           | 日本劇場未公開                                                                 |
| 2006   | オール・イン/エースの法則 All In                                                        | キャップス                           | 日本劇場未公開                                                                 |
| 2008   | デルゴ Delgo                                                                            | ザーン                               | アニメ映画、声の出演 日本劇場未公開                                            |
| 2010   | 理想の夫婦のつくり方 Why Did I Get Married Too?                                         | ポーター                             | 日本劇場未公開                                                                 |
| 2010   | グレイス・カード ～許しのちから～ The Grace Card                                        | ジョージ・ライト                     | 日本劇場未公開                                                                 |
| 2014   | リベンジ・ファイト A Fighting Man                                                       | カビー                               | 日本劇場未公開                                                                 |
| 2017   | アンダーカバー・じーさん Undercover Grandpa                                             | マザー                               | 日本劇場未公開                                                                 |
| 2023   | カラーパープル The Color Purple                                                         | 老年期のミスター                     |                                                                                |
| 2024   | ブルー きみは大丈夫 IF                                                                  | ベアー                               | 声の出演 死後に公開                                                            |

### テレビシリーズ
| 放映年    | 邦題 原題                                                  | 役名                           | 備考                                               |
| --------- | ---------------------------------------------------------- | ------------------------------ | -------------------------------------------------- |
| 1977      | ルーツ Roots                                               | フィドラー                     | 計4話出演 プライムタイム・エミー賞 主演男優賞 受賞 |
| 1979      | ホワイト・ハウス Backstairs at the White House             | レヴィ・マーサー               | ミニシリーズ 計4話出演                             |
| 1982-1983 | 超能力プリンス マシュー・スター The Powers of Matthew Star | ウォルト・シェパード           | 計21話出演                                         |
| 1989      | ブラック・ギデオン/N.Y.事件簿 Gideon Oliver                | ギデオン・オリヴァー教授       | 計5話出演                                          |
| 1994      | ピケット・フェンス Picket Fences                           | リック・ジェニングス           | 第2シーズン第16話「過去からの報復」                |
| 1996-1997 | Touched by an Angel                                        | アンダーソン                   | 計3話出演                                          |
| 2003      | デッド・ゾーン The Dead Zone                               | デヴィッド・ルイス             | 第2シーズン第12話「天国の教会」                    |
| 2005-2006 | スターゲイト SG-1 Stargate SG-1                            | Gerak                          | 計5話出演                                          |
| 2006      | ファミリー・ガイ Family Guy                                | Drill Sargent                  | 第5シーズン第4話「Saving Private Brian」、声の出演 |
| 2007      | ザ・バットマン The Batman                                  | ルシウス・フォックス           | 計3話声の出演                                      |
| 2009      | ER緊急救命室 ER                                            | レオ・マルコム                 | 第15シーズン第15話「愛と憎しみと」                 |
| 2012      | サイク/名探偵はサイキック? Psych                           | ロイド・マー                   | 計3話出演                                          |
| 2013      | ボードウォーク・エンパイア 欲望の街 Boardwalk Empire       | オスカ―                        | 第4シーズン第11話「拠り所」                        |
| 2014-2015 | エクスタント Extant                                        | クイン                         | 計4話出演                                          |
| 2014      | マダム・セクレタリー Madam Secretary                       | Father Laurent Vasseur         | 第1シーズン第6話「アフリカからの電話」             |
| 2017      | グッド・ファイト The Good Fight                            | カール・レディック             | 第1シーズン第8話「レディック対ボーズマン」         |
| 2018      | ハップとレナード〜危険な2人〜 Hap and Leonard              | ベーコン                       | 計6話出演                                          |
| 2018      | HAWAII FIVE-0 Hawaii Five-0                                | パーシー・グローヴァー・シニア | 第9シーズン第8話「感謝祭はつらいよ」               |
| 2019      | ウォッチメン Watchmen                                      | ウィル・リーヴス               | 計7話出演                                          |

### ゲーム
- ハーフライフ2 Half-Life 2（2004年）
- ハーフライフ2 エピソード1 Half-Life 2 Episode 1（2006年）

## 参照
1. ↑  “「愛と青春の旅だち」で鬼軍曹を熱演、ルイス・ゴセット・ジュニア氏が死去…８７歳”.   読売新聞. 2024年3月30日閲覧。
2. ↑  “Louis Gossett Jr., 1st Black man to win supporting actor Oscar, dies at 87” (英語). AP News (2024年3月29日). 2024年3月29日閲覧。